# Maffei 2

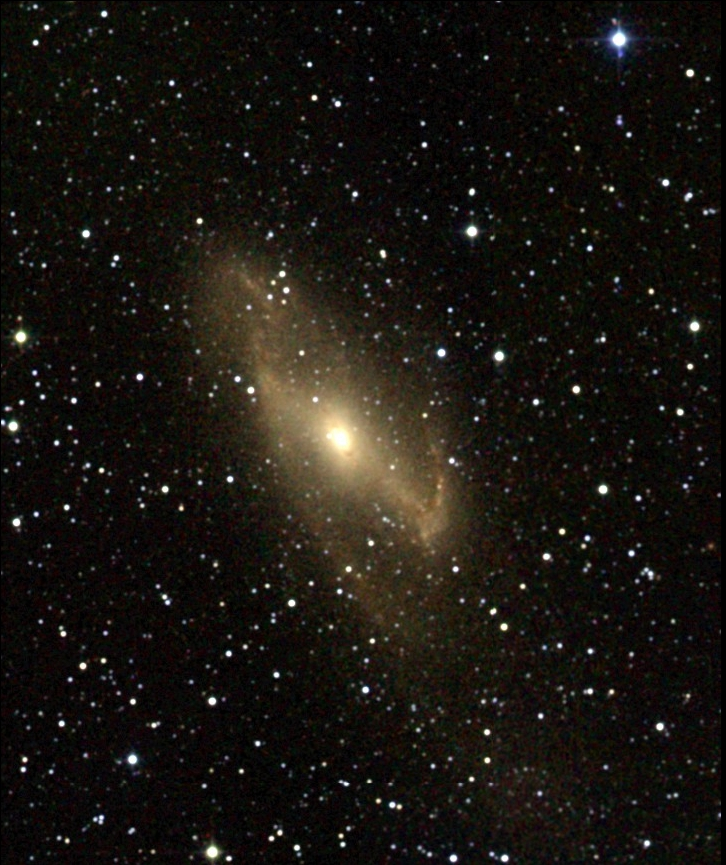
Thiên hà Maffei 2

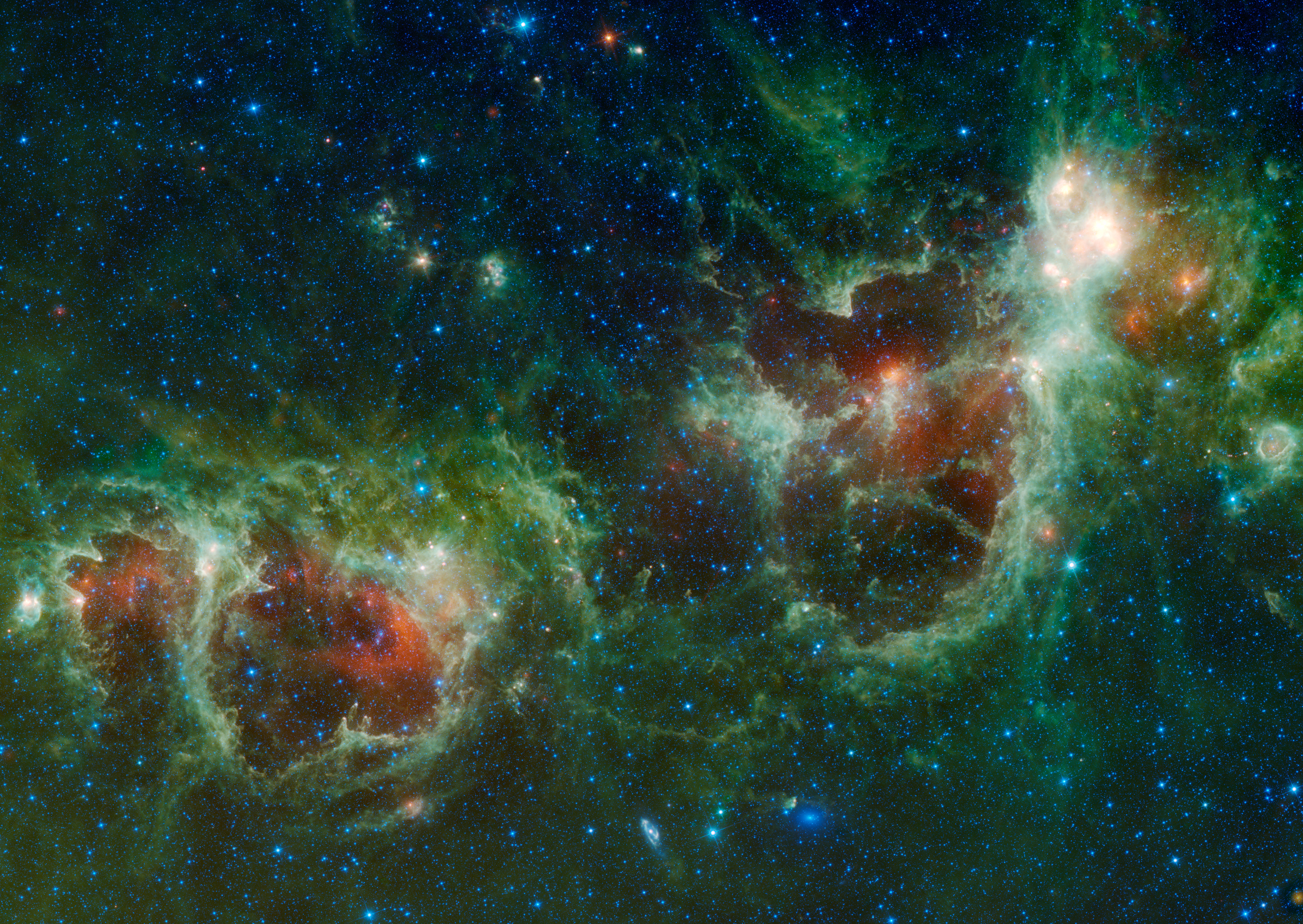
Thiên hà Maffei 2 nằm ở gần cuối bức hình. Thiên hà Maffei 1 cách đó không xa

Maffei 2 (còn được gọi với những tên gọi khác là UGCA 39, PGC 10217, Sharpless 197) là một thiên hà xoắn ốc trung gian có thanh cách chúng ta khoảng trên dưới 10 triệu năm ánh sáng. Nó nằm trong chòm sao Thiên Hậu. Thiên hà Mafei 2 được nhà thiên văn học người Ý Paolo Maffei phát hiện năm 1968 sau khi ông quan sát quang phổ hồng ngoại phát ra từ thiên hà này(bản gốc tiếng Anh:infrared emission). Do nằm trong vùng che khuất của dải Ngân hà, 99,5% Maffei 2 bị che khuất bởi những đám mây bụi nên hầu như không thể phát hiện được bằng bước sóng quang học. Sau khi phát hiện, người ta nghĩ nó gần hệ mặt trời nên đã đề xuất thêm nó vào nhóm các thiên hà gần hệ mặt trời (tên tiếng Anh: The local group). Nhưng bây giờ, thiên hà Maffei 2 được cho là thành viên của một nhóm khác gần đó là nhóm IC 342 / Maffei, nhóm thiên hà gần hệ mặt trời sau đó.

## Dữ liệu hiện tại
Theo như quan sát, đây là thiên hà thuộc chòm sao Thiên Hậu. Và dưới đây là một số dữ liệu khác:
Xích kinh: 02h 41m 55,1s
Độ nghiêng: + 59 ° 36 '15 "
Kích thước hiển thị: 5'.82 × 1'.57
Tầm nhìn sao có thể được nhìn thấy m V: 16,0
Loại thiên hà: SAB (rs) bc